# 刘小明
刘小明（1964年9月—），男，汉族，江苏扬中人。中华人民共和国政治人物。曾任交通运输部副部长、中共广西壮族自治区党委副书记，现任中共海南省委副书记，海南省人民政府省长。中共第二十届中央委员。

## 简历
1988年至2003年，历任北京工业大学教授、校长助理、“211”办公室主任、研究生部主任、副校长。
2003年3月，任北京市交通委员会副主任。2008年2月，任北京市交通委员会主任。
2014年3月，任交通运输部党组成员兼运输司司长。2015年4月，任交通运输部党组成员兼运输服务司司长。2016年7月，升任交通运输部党组成员、副部长。
2021年3月，任中共广西壮族自治区党委副书记。2022年10月，当选为中国共产党第二十届中央委员会委员。
2023年4月1日，调任中共海南省委委员、常委、副书记，次日在海南省第七届人民代表大会常务委员会第二次会议上被任命为海南省人民政府副省长、代理省长。2023年5月31日，在海南省第七届人民代表大会第二次会议上当选为海南省省长。